# Cyrtophora bidenta
Cyrtophora bidenta là một loài nhện trong họ Araneidae.
Loài này thuộc chi Cyrtophora. Cyrtophora bidenta được Benoy Krishna Tikader miêu tả năm 1970.